# 規制行政
規制行政（きせいぎょうせい）とは、行政作用のうち私人の権利や自由の制限によって行政の目的が達せられるものの総称。給付行政の対義語。規制行政は侵害行政と同義に用いられることもある。

## 意義と分類
規制行政の典型例としては取り締まりや規制を通して公共の秩序維持を図る警察行政がある。
行政の活動の余地が少なければ少ないほど良いと考えられていた夜警国家では、国家の行政活動の中心は公共の秩序維持であった。しかし、現代行政では生存権の保障など給付行政の比重が大きくなった点に大きな特徴がある。
なお、行政作用の分類には、規制行政（侵害行政）と給付行政の二分法のほか、三分法（規制行政、給付行政、調達行政）や四分法（侵害行政、調達行政、規制行政、給付行政、組織行政）など様々なものがあり論者により異なる。